# Patrice Lumumba
Patrice Émery Lumumba (1925. július 2. – 1961. január 17.) afrikai antikolonialista politikai vezető, a Kongói Demokratikus Köztársaság első, szabadon választott miniszterelnöke. Művelt, tanult és intelligens politikus volt, ő vezette át Kongót a gyarmati sorból a független államok közé. Baloldali beállítottsága miatt azonban a Nyugattól nem kapott segítséget országa talpra állítására, ezért a szovjetekhez fordult. Ezt követően az Amerikai Egyesült Államok és Belgium által támogatott Mobutu Sese Seko, az ország későbbi véreskezű diktátora előbb megpuccsolta, majd belga zsoldosok segítségével kivégeztette, kiváltva ezzel az egész világ közvéleményének megdöbbenését. A nyugati nagypolitika azonban mindezek ellenére továbbra is Mobutu mellett ált ki és az ország gazdasági és társadalmi szabadságának lehetősége szertefoszlott.

## Életpályája
Lumumba vezetésével az állam 1960 júniusában elnyerte teljes függetlenségét Belgiumtól. Alig tíz héttel a függetlenség kikiáltása után kormányát egy, az ENSZ és az amerikai kormány támogatásával a belga kormány által kitervelt és lebonyolított összeesküvés során lemondatták (lásd: kongói válság), őt pedig törvényellenes módon és megalapozatlan indokok alapján – a térségben állomásozó ENSZ békefenntartók jelenléte ellenére – bebörtönözték és később kivégezték Élisabethville-ben (mai nevén Lubumbashi) Moise Csombe katangai és belga katonái.

## Emlékezete

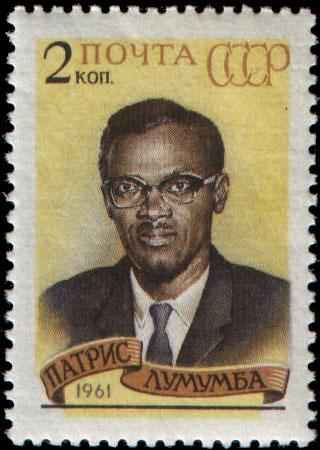
Lumumba szovjet bélyegen

- Magyarországon a szocializmus időszakában több városban is utcát neveztek el róla, Budapesten 1961 és 1990 között a XIV. kerületi Róna utca viselte a nevét, Szegeden pedig a rendszerváltás előtt a mai Apáca utca.
- A moszkvai Népek Barátsága Egyetem 1961 és 1992 között Patrice Lumumba Egyetem néven működött, 1992 után azonban visszavette korábbi nevét.
- A Belgrádi Egyetem egyik kollégiuma máig Patrice Lumumba nevét viseli.